# Turmhügel Alteburg
Der Turmhügel Alteburg ist eine abgegangene Turmhügelburg (Motte) etwa 400 Meter südsüdwestlich der Kirche von Röttingen im Landkreis Würzburg in Bayern.
Von der ehemaligen Mottenanlage ist nichts erhalten.